# Nasdaq, Inc.
Nasdaq, Inc. es una multinacional de servicios financieros estadounidense que posee y opera el mercado de valores del NASDAQ (en la que cotiza además) y otras ocho bolsas de valores europeas: Bolsa de Armenia, Bolsa de Copenhague, Bolsa de Helsinki, Bolsa de Islandia, Bolsa de Riga, Bolsa de Estocolmo, Bolsa de Tallin y NASDAQ OMX Vilnius. Estas bolsas formaban parte del grupo OMX, adquirido por Nasdaq en 2007. Tiene su sede en Nueva York, y su presidente es Adena Friedman.